# Glykon von Athen

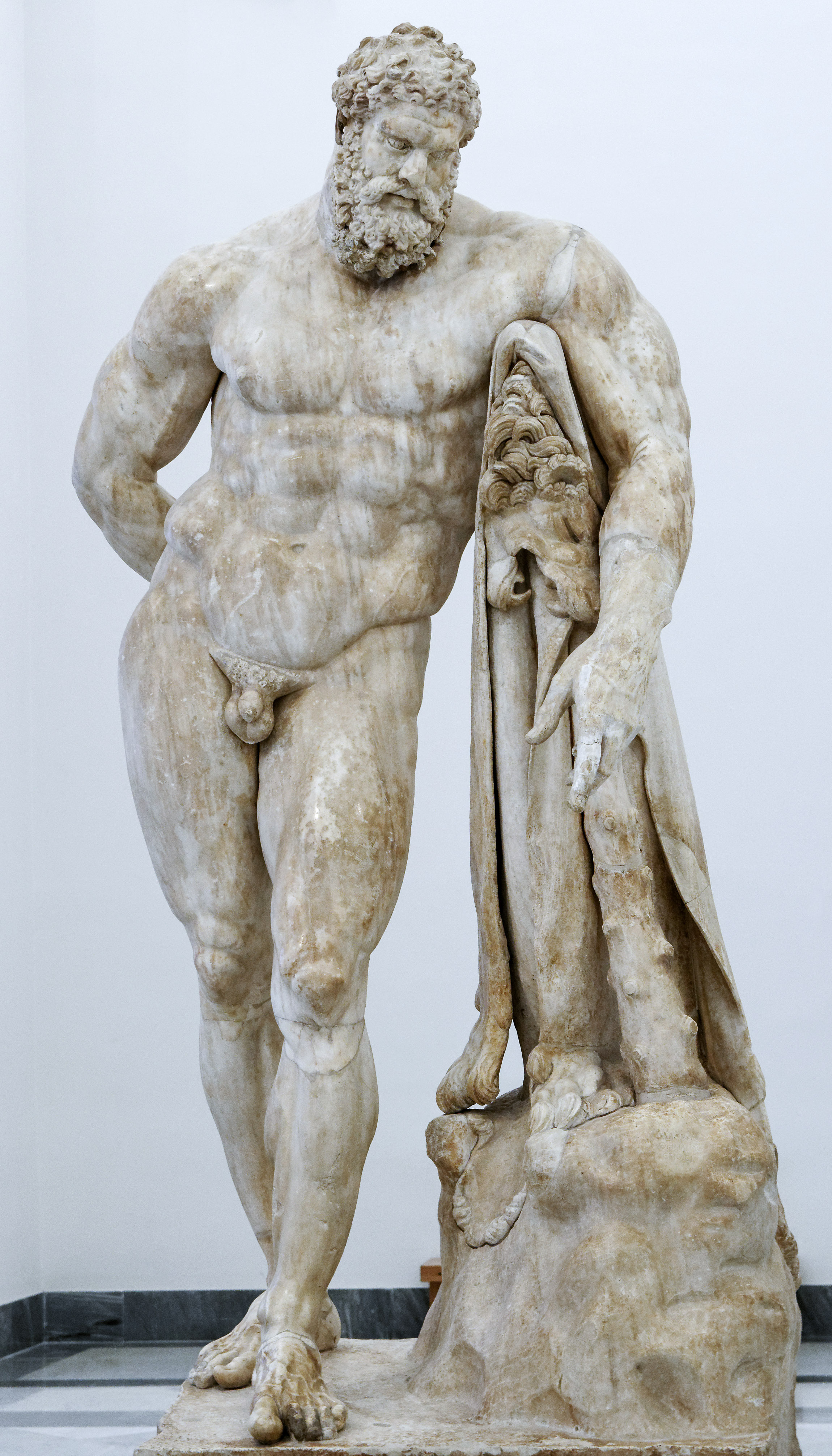
Der Herakles Farnese

Glykon war ein griechischer Bildhauer aus Athen, der im frühen 3. Jahrhundert tätig war.
Er ist nur bekannt durch die Signatur einer berühmten, 2,92 Meter hohen Kopie der Heraklesstatue des Lysippos (Original: 4. Jahrhundert v. Chr.). Andere Signaturen Glykons gelten als gefälscht.
Die Statue wurde im Jahr 1546 in den Caracalla-Thermen in Rom wiederentdeckt, gelangte von dort in die Farnesischen Sammlungen und ist seither als Herakles Farnese bekannt. Mit der Sammlung gelangte die Statue 1787 von Rom in das Archäologische Nationalmuseum Neapel. Johann Wolfgang von Goethe, der sich 1787 in Rom aufhielt, nannte den Farnesischen Herakles „eins der vollkommensten Werke alter Zeit“. Kopien des Farnesischen Herkules wurden im 17. und 18. Jahrhundert in ganz Europa hergestellt, besonders bekannt ist der monumentale Herkules in Kassel.